# 崩壊系列
崩壊系列（ほうかいけいれつ、Decay chain、decay series）、または放射性系列(radioactive series）とは、原子物理学において、放射性崩壊によって生じる個々の放射性の崩壊生成物について、同じ核種をたどるものごとに一連の核種変換を系列としてまとめたものである。

## 概要
大多数の放射性元素は直接安定状態にまで崩壊することはなく、より安定な同位体にたどり着くまで一連の崩壊を順々に起こす。 
崩壊段階は、それらの前段階と後段階の関係によって表される。親核種（おやかくしゅ、parent nuclide） は放射性崩壊を経て 娘核種（むすめかくしゅ、daughter nuclide） へと変化する。娘核種は安定であるか、さらにその娘核種へと崩壊を起こす。娘核種の娘核種は、しばしば孫核種（まごかくしゅ、granddaughter nuclide）とも呼ばれる。
ある親核種がその娘核種に崩壊するのに必要な時間には大きな開きがある。これは異なる親核種－娘核種で所要時間に差があるだけに限らず、同じ親核種－娘核種のペアであっても全原子がいっせいに崩壊するわけではなく崩壊には時間差がある。各原子の崩壊は独立に起こることから、最初に存在した原子数が時間経過によってどう減少するかは、経過時間 t によって、指数関数的に e-λt と表現できる。ここで、λ は 崩壊定数 である。このような指数関数的な性質をあらわす特性値が半減期であり、特定の親核種が娘核種に崩壊して、親核種の個数が当初の半分になるまでの時間を表す。半減期は研究室において何千もの放射性同位体（放射性核種）について特定されており、ほとんど瞬時のものから長くては 1019 年以上におよぶものもある。
中間段階はしばしば最初の放射性同位体よりも強い放射能をもつ。平衡状態に達したとき、孫核種はその半減期に比例して存在するが、その活性はその半減期と反比例することから、崩壊系列におけるいかなる核種も系列の最初の親核種と同じだけの放射能を持つ。例えば、自然のウランはさほど放射能が強いとはいえないが、瀝青ウラン鉱や閃ウラン鉱といったウラン鉱石は、13倍もの強い放射能を有する。これは、ラジウムやその他の娘核種が鉱石に含まれているからである。不安定でかなり強い放射源となるラジウム同位体に限らず、崩壊系列で次に発生する気体ラドンも放射源となる。このため、ラドンは自然界で発生する放射性ガスであり、非喫煙者に肺がんを起こしうる原因物となりうる。

## 崩壊の種類

4つの崩壊系列を示した図: トリウム(青色),ラジウム(赤色),アクチニウム(緑色),ネプツニウム(紫色)

放射性崩壊の主な崩壊モードは、アルファ崩壊、ベータ崩壊、核異性体転移(英:isomeric transition)、自発核分裂の4種類である。また、ベータ崩壊はさらにβ-崩壊（陰電子崩壊）、β+崩壊（陽電子崩壊）、電子捕獲とに別けられる。これらの崩壊プロセスのうち、アルファ崩壊では核の質量数が常に4減少し、ベータ崩壊や核異性体転移では質量数が変化しない。このため、自発核分裂（人為的な核分裂も含む）を除く崩壊では質量数を4で割った余りが同じままとなり、この余りによって核種を4つの系列に分類することができる。これは、いかなる核種でもいずれかの系列に分類可能であることを意味する。
自然界で見られるものは、これら系列（ファミリー）のうち主に3種類であり、トリウム系列、ウラン系列（ラジウム系列）、アクチニウム系列と呼ばれる。これらは4つの系列のうちの3つであり、鉛の異なる3種類の安定同位体に至って崩壊を終える。各同位体の質量数は、それぞれ「4n」、「4n+2」、「4n+3」と表現できる。長寿命の開始同位体 232Th, 238U および 235U の3核種は地球の形成時から存在し、244Pu 前駆体(precursor)も地球上にごく微量ながら見られてきた。.
第4の系列は質量数が「4n+1」と表現されるネプツニウム系列であり、開始核種である 237Np が地球の年齢に比べてはるかに短寿命な同位体であることから、最後の律速段階を除いてはすでに消滅している系列である。
その他にも 14C のように、より短い系列が多く存在する。地球上では、それら開始同位体の多くが宇宙線によって生成され、人工的には原子力発電の副産物として生成されている。

## アクチノイド・アルファ崩壊系列

### トリウム系列
トリウム232 から鉛208 に至る系列をトリウム系列という。質量数 4n の核種から成る。

### ウラン系列 (ラジウム系列)
ウラン238 からラジウム226 を経て鉛206 に至る系列をラジウム系列、またはウラン系列と呼ぶ。質量数 4n+2 の核種から成る。

### アクチニウム系列
ウラン235 からアクチニウム227 を経て鉛207 に至る系列をアクチニウム系列と呼ぶ。質量数 4n+3 の核種から成る。

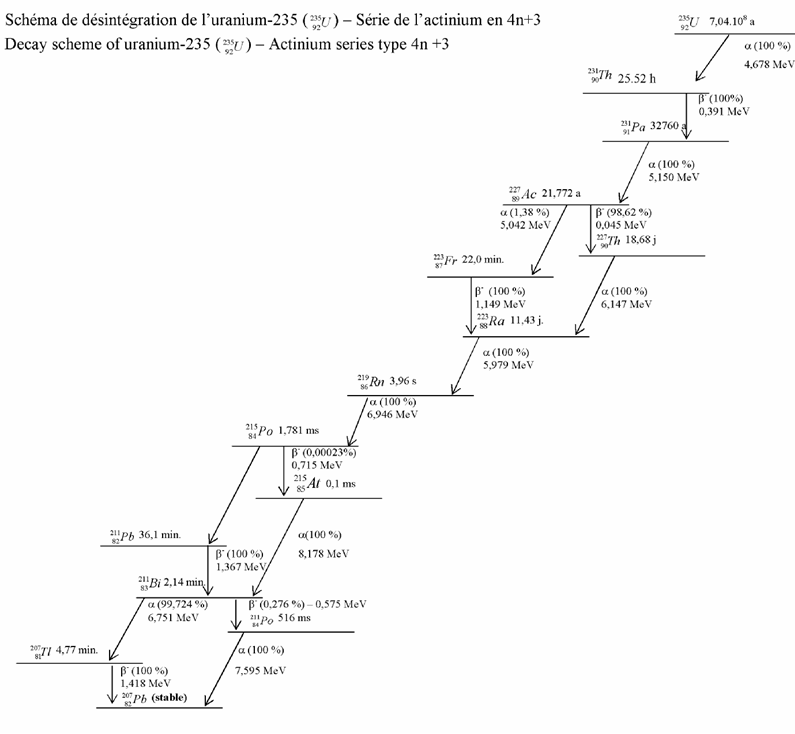
アクチニウム崩壊系列

### ネプツニウム系列
ネプツニウム237からビスマス209、タリウム205に至る系列をネプツニウム系列という。質量数 4n+1 の核種から成る。ビスマス209以前の核種は全て半減期が短いため、天然にはほとんど現存しない。

## ベータ崩壊系列
原子核は重くなるほど安定であるために必要な中性子/陽子数比が大きくなり、核分裂反応を起こすような重い原子核は陽子に比べて中性子の比率がはるかに大きい。このため、核分裂により生成した核種は、その質量数で安定な状態に比べて中性子/陽子数比が高い状態にある。これらの核分裂生成核種は複数のベータ崩壊を連続して起こして中性子を陽子に変換してゆき、その質量数で安定な中性子/陽子数比へ近づいてゆく。最初の崩壊は比較的高い崩壊エネルギーと短い半減期を有するが、最後の崩壊では崩壊エネルギーが低くなったり半減期が長くなる。
例えば、ウラン235は 92個の陽子と143個の中性子を持っている。核分裂においては1つ中性子を取り込み、その後に2つまたは3つ以上の中性子を生成する。つまり、最大で92個の陽子と142個の中性子からなる2つの核種に核分裂する。生成される2つの核種の例としては質量数99（39個の陽子と60個の中性子）のイットリウム-99、および 質量数135（53個の陽子と82個の中性子）のヨウ素-135 があげられる。この崩壊系列は、次のようになる。
| 核種 | 半減期          |
| ---- | --------------- |
| 99Y  | 1.470(7) 秒     |
| 99Zr | 2.1(1) 秒       |
| 99Nb | 15.0(2) 秒      |
| 99Mo | 2.7489(6) 日    |
| 99Tc | 2.111(12)E+5 年 |
| 99Ru | 安定            |

| 核種  | 半減期       |
| ----- | ------------ |
| 135I  | 6.57(2) 時間 |
| 135Xe | 9.14(2) 時間 |
| 135Cs | 2.3(3)E+6 年 |
| 135Ba | 安定         |

## 系列を構成しない天然放射性同位元素
宇宙線によって生成されている放射性核種を除いた、系列を構成しない天然放射性核種も存在する。これらは地球誕生時から存在し続けているが、新たに宇宙線の作用によって生成されることもある。これらの内、40Kは経口摂取による体内被曝の大きな原因である。
参考としてそれら核種を表で示す。娘核種は安定である。
| 核種  | 半減期     | 娘核種                     |  | 核種  | 半減期     | 娘核種                    |
| ----- | ---------- | -------------------------- |  | ----- | ---------- | ------------------------- |
| 40K   | 1.3×109年  | 40Ca(88.8%) 40Ar(11.2%)    |  | 48Ca  | 4.3×1019年 | 48Ti                      |
| 50V   | 1.5×1017年 | 50Ti(83%) 50Cr(17%)        |  | 76Ge  | 1.8×1021年 | 76Se                      |
| 82Se  | 1.1×1020年 | 82Kr                       |  | 78Kr  | 2.3×1020年 | 78Se                      |
| 87Rb  | 4.8×1010年 | 87Sr                       |  | 94Zr  | 1.1×1017年 | 94Mo                      |
| 96Zr  | 2.0×1019年 | 96Mo                       |  | 100Mo | 7.8×1018年 | 100Ru                     |
| 113Cd | 9.0×1015年 | 113In                      |  | 115In | 4.4×1014年 | 115Sn                     |
| 116Cd | 2.9×1019年 | 116Sn                      |  | 120Te | 2.2×1016年 | 120Sn                     |
| 123Te | 1.3×1013年 | 123Sb                      |  | 128Te | 2.2×1024年 | 128Xe                     |
| 130Te | 7.9×1020年 | 130Xe                      |  | 138La | 1.3×1011年 | 138Ba(65.6%) 138Ce(34.4%) |
| 147Sm | 1.1×1011年 | 143Nd                      |  | 149Sm | 2.0×1015年 | 145Nd                     |
| 150Nd | 6.7×1018年 | 150Sm                      |  | 160Gd | 1.3×1021年 | 160Dy                     |
| 174Hf | 2.0×1015年 | 170Yb                      |  | 176Lu | 3.8×1010年 | 176Hf                     |
| 180W  | 1.8×1018年 | 176Hf                      |  | 186Os | 2.0×1015年 | 182W                      |
| 187Re | 5.0×1010年 | 187Os(100%) 183Ta(<0.001%) |  | 190Pt | 6.0×1011年 | 186Os                     |
| 204Pb | 1.4×1017年 | 200Hg                      |  |       |            |                           |

以下の天然放射性核種はアルファ崩壊系列を成す。
| 核種  | 半減期     |
| ----- | ---------- |
| 156Dy | 1.0×1018年 |
| 152Gd | 1.1×1014年 |
| 148Sm | 7.0×1015年 |
| 144Nd | 2.4×1015年 |
| 140Ce | 安定       |